# 牙牙學語

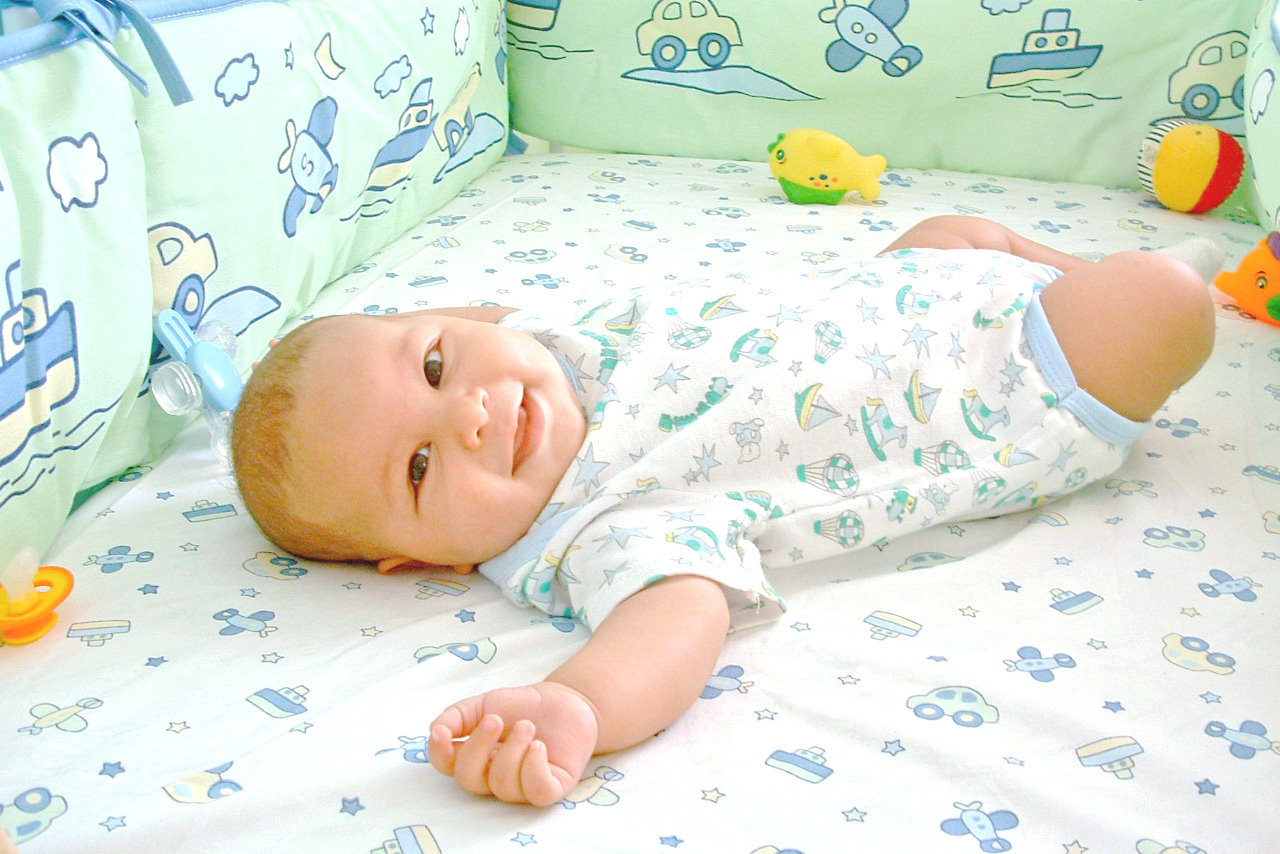
嬰兒開始牙牙學語在年齡5-7個月

牙牙學語是兒童發展語言的一個階段，在這段語言習得期間，嬰兒好像要嘗試用嘴巴把聲音說出來，但還未能產生任何可辨別的詞彙。嬰兒在出生後不久開始會牙牙學語期，此時需經過幾個階段像是嬰兒的聲音行為戲目會擴大，他們的發聲就會變得越來越像語言。 嬰兒通常年齡大約在12個月時會開始產出能辨認的詞彙，但在這段時間後，牙牙學語期可能還會繼續一段時間。  牙牙學語可以被視為語言發展的先驅或是僅作為聲音實驗。身體構造的發展也涉及到牙牙學語之中，它仍需要在小孩一歲時發展。 這種持續性的身體發育負責一些能力上的改變還有讓嬰兒能產出不同的聲音變化。異常發展，如某些健康狀況、發育遲緩和聽力障礙可能阻礙小孩正常牙牙學語的的能力，
雖然仍有人反對語言是人類獨有的能力，但牙牙學語並非人類物種所僅有。

## 典型的發展歷程
牙牙學語是語言習得的一個階段。小孩的咿呀聲和語言並未有直接關係，因為咿啞聲並未傳達意義或是像詞彙一樣指涉任何特定意義。
人類嬰兒不是只有激動或是不安時才會發出咿呀聲，他們也可能在情緒平緩時不由自主地不斷的發出咿呀聲。
咿呀聲在嬰兒開始建構可辨識的單詞前就已經能被產出。  這可以部分地歸因於在這段時期他們的聲道和神經肌肉組織還不成熟。  嬰兒先從哭鬧開始發聲，依照咕咕叫 （页面存档备份，存于），然後再發聲遊戲。這些第一個產出的聲音形式對孩子來說最為容易，因為它們具有自然、反身意義，且大部分是元音。
假設所有小孩透過牙牙學語階段來學習語言。  這假設主要已用來研究許多語言，像是英語、 意大利語、  韓國、法語、 西班牙語、 日語和瑞典語。  世界各地的嬰兒在牙牙學語的傾向遵循著普遍的潮流。結果則顯示在嬰兒對於他們外在接觸的語言特性有著不同的敏銳度。嬰兒模仿他們外在所接觸的語言韻律。他們使用和他們父母語言特性相配的語調模式和語言使用時機。  嬰兒在咿呀時也使用出現於父母語言頻率最高的輔音和元音。大部分咿呀聲由小數目的聲音組成，這表示小孩正在籌備基礎聲，以在必要時能與外在接觸的語言溝通。
嬰兒產出的輔音往往是以下任一： /p, b, t, m, d, n, k, ɡ, s, h, w, j/.下面輔音在音韻發展階段不常被產出： /f, v, θ, ð, ʃ, tʃ, dʒ, l, r, ŋ/.嬰兒產出的聲音的複雜性使他們難以分類，但上述的準則往往適用於任何小孩在外接觸的語言。
如果小孩在一歲時出現咿啞聲，通常可以得出一個結論就是小孩正常發展他的語言。隨著嬰兒的成長和變化，他/她的發聲方法也會跟著改變。

### 典型聲音發展的時間軸
嬰兒遵循一般兒童聲音發展的時間軸。  這個時間軸提供一個一般從出生到一歲時的預期發展輪廓。咿呀學語通常總共持續6-9個月。 咿呀學語期在12個月左右結束，因為這通常是小孩產出第一個字的時候。然而，個別小孩的表現變化之大，所以這時間軸僅供參考。
從出生至1個月 的嬰兒主要發出愉悅的聲音、哭喊為求幫助，還有對人類的聲音產生反應。 
約2個月 的嬰兒能將不同的講話聲音區分開來，並能產出「咕咕」聲。
3個月 左右的嬰兒開始發出咕咕聲 （页面存档备份，存于）（拉長元音像是"oooo"和"aaaa"），並能暢所無阻地回應他人的語言。他們主要繼續產出元音。 
4個月 左右的嬰兒可能會變化他們的音高並模仿成人說話的聲調。 
大約5個月 的嬰兒繼續體驗聲音，模仿大人發出的一些聲音。 
6個月 左右的嬰兒則會變化其音量、音高和速度。當嬰兒6個月大時，他們終於能夠控制聲帶的開合。在獲得此種能力後，嬰兒開始能區分元音和輔音之間的差別。此年齡通常被辨別為規範階段的開始。在規範階段，咿呀聲免不了疊音，而疊音包含元音和輔音的交互變化，例如："baba" 或是 "bobo"。 重複的咿呀聲（也就是規範性的牙牙學語）包括由輔音和元音組成的重複音節，如：" da da da da" 或是 "ma ma ma ma"。
大約7個月 的嬰兒能一口氣產出多種聲音，他們也能意識到其他說話者有不同的聲調和音調的起伏。 
8個月 左右的嬰兒可以重複著重的音節。  他們模仿成年人講話的手勢和音調音質。他們還可以產出變化多端的咿呀聲。多變的咿呀聲包含輔音和元音組合的混合，如 "ka da by ba mi doy doy"。  多變的咿呀聲和疊字的咿呀聲不同之處在於產出的音節的變化和其複雜性。 
大約9-10個月 的嬰兒可以模仿非語言和類似語言的聲音，如果這些聲音存在於小孩的聲音的劇目表內。  嬰兒的咿呀聲開始像小孩的母語。最後階段被稱為「會話學語」或者「行話階段」。通常發生在年紀大約為10個月的時候。行話階段被定義為：「前語言發聲期表示嬰兒會使用像成人的重音和語調。 他們所產出的普遍音節結構與他們的母語有著非常密切的關係，這個咿呀模式能顯著的預測早期詞彙的樣貌。 
大約11個月 的嬰兒模仿起伏的語調、韻律和說話者的表達方式。 
12個月 的嬰兒通常可以講一個或多個詞彙。這些詞彙指的是他們命名的實體；它們被用來獲取注意或為特定目的。  小孩在說出第一個詞彙後繼續產出行話學語。

### 手勢的咿呀學語
手勢的咿呀學語和口語的咿呀學語在結構上的發展相同。  就像我們聽到嬰兒用嘴巴發出咿呀聲，而那些用手語長大的嬰兒則是用他們的雙手來學咿呀聲。 如果一個聽覺無礙的嬰兒，他的父母都失聰或是他的父母親都使用手語，那他(她)說話時仍會模仿他們所看到的父母展示的手勢。這個證據表示手勢的咿呀學語都有可能在無聽力障礙和失聰的的嬰兒身上發生。 
所有的嬰兒用自己的雙手去模仿他們所看到的動作。典型的手勢例如舉起雙臂，或是抓住/伸手表明想要一個瓶子；這些都是被用來指稱的動作。 此外，伴隨手語長大的嬰兒開始做手勢區分來自不同的動作和手勢。
嬰兒在建立好用他們的雙手和嘴巴咿呀學語後，其產出的模式便被拿來研究。說話和打手勢的嬰兒在語言習得方面遵循非常相似成熟途徑。  兩者經過數個階段，並在他們咿呀學語的次序上呈現相似的複雜性。在研究中進行了失聰和聽力無損的小孩的比較，學習手語的小孩比沒有學習手語的小孩做出更多動作表手勢的咿呀學語。  手勢的咿呀學語共有三種主要因素。手勢由一組有限的語音單位組成，其顯示音節的組織，通常不會被用來指示或表意義。如上所述，這可和口語咿呀學語的各方面相比較。  研究手勢咿呀學語有難處，如同手勢的動作常被誤認為只是純粹手勢而不是手勢所指的語言符號。當打手勢的小孩實際在咿咿呀呀時，他們最常把手語打在他們身體的前面，而那指定的區域被稱為語音空間。  其中最常見的手勢咿呀學語的形式是所有手指的延展性。這種咿呀學語也是嬰兒開始產出手勢傳達訊息的第一個指標之一。 
孩子們能夠正確地打出手勢很重要，因為很多手勢咿呀學語的發音傾向是受小孩早期用手勢產出語言所牽制。  小孩獲得符號的概念就和他們說小孩的詞彙一樣，兩者都是在同一個發展階段。 

## 從咿呀學語到語言的轉變
擬出兩個假設是為了解釋咿呀學語如何和語言發展產生關係。 
- 間斷性假說 -這種早期的假說認為咿呀學語和語言發展絕對沒有任何關係。 [4] 如果屬實，嬰兒在咿呀學語的階段，將隨機產出沒有特別次序和範圍的聲音。然而，早期的咿呀學語已被證實是相當有限制的。 [4] 這一假說的支持者還認為小孩可能放棄特定的聲音只為之後的幾個月可以再次選擇那些音。支持者提議這有可能使嬰兒早已在咿咿呀呀階段時掌握的聲音或是在學習如何說話前把聲音攪在一起而出現不正確且不一致的使用方法。該假說也意味著當孩子終於到達他們能夠學習自己母語的年齡時，他們開始有順序地發展語音規則。隨著時間的推移，嬰兒會重新學習聲音並發展特定的語言詞彙。目前的證據並不支持這些說法。 [4]

現代研究支持的觀點是在連續性假設中討論咿呀學語和語言發展有直接的關係。
- 連續性假設 -根據這個假設，咿呀學語對語言來說是直接的先驅。起初，嬰幼兒產出存在於世界各地和所有語言的普遍聲音。疊字規範性的咿呀學語[20]產出了數個聲音，但只有其中的一些被認為是有意義的（“ma ma” 和 “da da" 分別變成“媽媽”和“爸爸”），因此被照顧者及家長強調，而其他被遺棄的視為無意義（這是在論證，舉例來說， 蘇珊·朗格在新闡述下的哲學思想  ）。 [21] 這一假說同意聲道在解剖學上的變化是非常重要的說法，但提議在社會環境下被養育的嬰兒對語言的發展有較大的影響。嬰兒密切注意他們的照顧者的反應且運用他們給予的回饋作為認可他們正在發出的聲音。通過回饋的增強效果有助於嬰兒把注意力集中在特定性質的聲音上。社會反饋有利於更快的學習和較早產出各種進階的詞彙。 [2] 有證據表明咿呀學語的變化依嬰兒被養育的語言環境而異。目前咿呀學語研究支持連續性假設。例如，在法語環境中長大的嬰兒表現出大量的上升語調相較於在英語環境中長大的嬰兒已被註記。這可能是由於法語和英語說話時語調的差異性。輔音和元音的次序在英語、法語、瑞典語的咿呀學語中和日本嬰兒也出現相似於他們的母語。這些發現支持另一種假設，「咿呀游移假說」，即嬰兒牙牙學語會和小孩外在接觸的母語的語音特性相似。當嬰兒暴露於兩種語言的環境下，他們咿呀學語會類似於接觸最多的那個語言。優勢語言被認為是小孩接觸最多的語言。大部分嬰兒在牙牙學語時不產出混合語言型式；然而，這可能在語言間互相切換。有時嬰兒可能選擇他們喜歡咿啞基於特定特性的語言型式。 [22] 咿呀游移假說提供了連續性假設更進一步的支持。

## 生理學
人類的嘴巴在語音產出的期間是以不同的方式來移動。當大聲的發出每個聲音，人類使用自己嘴巴不同的位置，以及不同的發音方法來產出特定的聲音。在剛開始咿呀學語時，嬰兒傾向張大嘴巴的右側。這個發現表示咿呀學語是受大腦的左半球控制。  喉或發音箱最初的位置在喉嚨最高處，其允許寶寶吞嚥的同時也能繼續呼吸。它在小孩一歲的時候退化同時促使咽發展成有利於發出像大人的語音聲音。 
疊字學語（如bababa）包含有規律下巴開合。  根據框架支配理論，當下顎骨 （顎）升高時，可以發出一個輔音。當下頜降低時， 可以發出像似元音的聲音。因此在疊音的次序中當下顎上升或下降時，輔音和元音可以互相交替轉換。只有開合嘴巴不能發出咿呀聲，為了產出有意義的聲音，發音 （或有聲）在移動的期間是必要的。其他重要的口腔結構包含發音器官，如舌頭、嘴唇和牙齒在咿啞學語的期間保持靜止的位置。  有時在咿呀的期間，動作不用任何發聲就可以被完成。  打手語的嬰兒透過相似的規律交替來產出手勢的咿啞聲，但他們用自己的雙手來表示而不是他們的嘴巴。當嬰兒咿啞聲超出疊字次序時，他們會展示相同的嘴巴大小或是把手張開放在左右兩側。 

## 異常發展
通常年齡大約在六個月時，所有正常發展的小孩都會發出咿啞聲。  然而，有某些健康狀況或是發展遲緩的嬰兒可能導致咿啞學語發展遲緩或是完全不發展。例如，曾動氣管切開手術的嬰兒通常不會咿啞學語，因為他們無法發聲。  以下拔管已經發現這些嬰兒能發出更多的聲音，但聲音或音節的多樣性不如那些正規發展咿啞學語的嬰兒。  有嚴重失用症的嬰兒可能不會發出咿啞聲，而且可能無法產出第一個詞彙。有失用症的嬰兒溝通可能以叫聲和指示的形式來表示。 有自閉症的嬰兒可能延後咿啞學語階段，在某些情況下完全不會發展咿啞學語。  自閉症小孩的咿呀學語往往出現率低於正常發展的小孩，而且他們能在規範性咿啞學語階段產出較小範圍的音節。  咿呀學語的延遲也可能是因為天生患有唐氏綜合徵的人。相較於其他的嬰兒，對個體有唐氏綜合徵的人來說，規範階段可能在2個月後會出現。雖然當產出聲音時和典型發展咿啞學語的嬰兒相似。 

### 失聰嬰兒的口語咿啞學語
研究已經被實施來決定聽力受損的嬰兒是否能發出聲音。咿啞學語可以在同一個年齡和在聽力形式類似和失聰小孩的情況下發生，但是持續的咿啞學語和言語發展都仰賴小孩有能力去聽見他們自己。對於這個原因，失聰小孩停止口頭咿咿呀呀早於聽覺無礙的孩子。  咿啞學語應該出現如果孩子接觸到語言時，但口語咿啞學語對失聰小孩來說可以被延遲或是根本不發展。  目前尚不清楚口說語言是否能在沒有聽覺經驗的影響下還能充分發展。  相較於聽力無礙的小孩，失聰小孩不僅在口頭語言發展有顯著延緩，他們也能產出較少的噪音。  這表明聽覺經驗對口語發展是必要的。一些研究人員已經採用這些發現作為證據來批鬥語言是人類與生俱來的能力的假說。
對聽力受損的人類想獲得聽覺經驗已經使用許多解決方法。其中之一是助聽器 ;它們用來幫助嬰兒更早達到咿啞學語階段。  人工耳蝸植入也進行了測試。一旦手術植入完成後，嬰兒有機會體驗外在語音輸入。一旦語言被聽到，嬰兒便可開始咿啞學語並像聽力無礙的嬰兒一樣在有節奏的形式下講出。 

## 跨物種的證據
雖然有人反對語言是人類所獨有，但咿呀學語並非只有人類物種才有。  許多動物產出聲音貌似和人類嬰兒差不多範圍。這些聲音的範圍被用在許多年輕的物種上來進行聲音產出的能力實驗或為未來發音行為練習。和人類嬰兒相同，動物咿呀學語受限於生理發育。 

### 鳴禽
不僅是鳴禽和人類語言並行相關的神經和分子的因素，他們也相似於最初他們的通訊如何產出。這些相似之處的觀察可以追溯到達爾文和他的研究。鳥類及哺乳類的大腦在形式和連接時相似，甚至有可能在兩種生物體中發現相關的語音的基因 。歌曲的學習是通過互動的調和、經驗和前置因素而產出。年輕的鳴禽會模仿他們物種的叫聲，從他們自己到其他物種呈現不只一首歌曲。他們在實際上能產出的不是歌曲，但也沒有其他。人類通過類似方式學習語言，這就是為什麼在這個鳴禽發聲初被認為是咿呀學語。 
年輕雄性鳴禽產生多種未成熟的歌曲，這就像咿咿呀呀的現象，因為未成熟的歌曲能在咿咿呀呀之前被充分發展。如同人類，如果這些歌曲能積極的增強社會反饋，他們可能重現。由於雌性不唱歌，他們只負責提供反饋。如果雌性提供更多社交信號做回饋，雄性會以更快的速度發展更多成熟的歌曲比起那些沒有被回饋的雄鳥。幼鳥需要來自成鳥的增加和回饋來完成他們的歌曲。另一個對人類嬰兒的關係是發聲的量不是個關鍵，但能因此保留其音質和相似於最終語言。 
動物的生理是重要的。耳和聲道的特性，和大腦區域怎麼去分析和處理資訊是如何闡釋歌曲和之後發聲音的關鍵因素。在研究中指出被孤立的鳥沒有接觸歌曲，他們產出異常的「孤立歌曲」，但這只涵蓋特定物種方面。這表示神經傳導路徑有了預知的特性可以允許這樣的現象發生。傳導路徑可以允許在未來能學到的歌曲的塑性。 
有一個重要的發展階段是當學習歌曲最好被完成。這個階段被稱為「敏感期」，鳴禽在成人時期經歷大量不同的變化。年輕的鳥類在發展聽力階段後會進行產出階段。產出歌曲被稱為「次歌曲」，其發聲會隨著時間的推移越來越像成年鳥。歌曲的記憶可能在學習唱歌的期間發生。當非唱歌的雌性還能透過回饋影響嬰兒時，社交互動對發聲學習很重要。 

### 矮人狨猴(（侏儒狨）
侏儒狨已經被研究且發現在出生後的2-3週可以產出複雜的聲音。兩性都能夠以每三秒呼叫一次的速度，並每個回合對話可以長達6或7分鐘。一連串的正常叫喊是由侏狨產生包含大約10個不同的叫聲類型。這些多樣化的叫喊形式被這些生物產出和人類嬰兒咿啞學語相互比較後有許多原因。像人類嬰兒的疊字，通常一個聲音在產出一個新的有次序的聲音前會被重複數次。該發聲獲得照顧者的關注，並為未來發聲行為提供實際練習的方法。由於這些原因，侏儒狨的叫喊被視為是一種咿啞學語的行為。 
侏狨咿呀學語中共有十六種叫喊形式。不同的叫喊表示不同的生存功能，如想吃食物，社交互動或是在警覺的時候。就像人類嬰兒有上述的情況一樣，狨猴寶寶在高頻的社交活動時會產出咿咿呀呀的聲音。在少年時期，如果一個新生嬰兒誕生，狨猴往往會退回咿呀學語的階段。有人提出他們增加產出咿呀聲是因為他們想要尋求關注和社交互動。另一個發生咿啞學語是在少年時期，此時期的叫喊表示額外的主權聲明和溫馴的示威發聲。雖然咿呀學語對於少年時期練習成人的叫喊聲很重要，但對於倭狨的咿啞學語則是隨年齡的減少而消退。總體而言，咿呀學語是一連串從嬰兒時期到成年的發展過程，他可以慢慢引導建構出成人的發聲。 

### 囊狀翼蝙蝠（大銀線蝠）
鳴禽也有像似咿啞學語的行為，人和一些非人靈長類先前已經研究過，但最近才研究非靈長類哺乳類動物。囊狀翼蝙蝠 （ 大銀線蝠  ）是種社交動物，他發聲基於他在該動物團體中的社會地位。這種蝙蝠有巨大的發音器，雄性相較於雌性來的發音響亮。迴聲定位信號、犬吠、顫動和尖叫聲，不同的社交場合使用不同的發音方式，其中也包含求偶和防衛領土。當媽媽不在嬰兒的身邊時，嬰兒會產出孤立時的叫喊聲，但幼孩會針對某些成年人發出聲音。兩性嬰兒的咿啞聲，即使身為一個成年人，發聲僅由男性產出。社交背景、母親和周圍環境都不會影響幼孩因為多元發聲的結合不管情況為何。因為沒有一個社會層面和發聲相關，幼孩發聲只是為了練習。幼孩重複和結合大人的發聲，好讓他們能像是人類的咿呀聲，其他靈長類動物和一些鳴禽也和嬰兒一樣。然而，人類咿咿呀呀是為了增加社交互動，但咿咿呀呀對蝙蝠而言卻沒有相對的社交反應。咿啞學語對小孩來說很常見，小孩擁有大型的發音劇目可以學習成人發音，這也可在囊狀翼蝙蝠身上看到。 